# سونی نکس-۵
سونی نکس-۵ (به انگلیسی: Sony NEX-5) یک دوربین عکاسی ساخت شرکت سونی است.